# Jonathan Rabaud
Jonathan Rabaud est un joueur français de volley-ball né le 22 mars 1986 à Sète (Hérault). Il mesure 1,90 m et joue réceptionneur-attaquant. 

## Clubs
| Club                | Pays   | De        | À         |
| ------------------- | ------ | --------- | --------- |
| Nice Volley-Ball    | France | 2005-2006 | 2006-2007 |
| AS Cannes           | France | 2007-2008 | 2007-2008 |
| Cambrai Volley-Ball | France | 2008-2009 | …         |

## Palmarès
- Championnat de France
  - Finaliste : 2005
- Coupe de France
  - Finaliste : 2004